# Chiscas
Chiscas – miasto w Kolumbii, w departamencie Boyacá.